# Fendlera tamaulipana
Fendlera tamaulipana är en hortensiaväxtart som beskrevs av Billie Lee Turner. Fendlera tamaulipana ingår i släktet Fendlera och familjen hortensiaväxter. Inga underarter finns listade i Catalogue of Life.